# Llista d'asteroides/107001–107100
| Nom               | Designació provisional | Data de descobriment | Lloc de descobriment | Descobridor/s                      |
| ----------------- | ---------------------- | -------------------- | -------------------- | ---------------------------------- |
| 107001 -          | 2000 YW109             | 30 de desembre, 2000 | Socorro              | LINEAR                             |
| 107002 -          | 2000 YY109             | 30 de desembre, 2000 | Socorro              | LINEAR                             |
| 107003 -          | 2000 YS110             | 30 de desembre, 2000 | Socorro              | LINEAR                             |
| 107004 -          | 2000 YC112             | 30 de desembre, 2000 | Socorro              | LINEAR                             |
| 107005 -          | 2000 YE112             | 30 de desembre, 2000 | Socorro              | LINEAR                             |
| 107006 -          | 2000 YH112             | 30 de desembre, 2000 | Socorro              | LINEAR                             |
| 107007 -          | 2000 YL112             | 30 de desembre, 2000 | Socorro              | LINEAR                             |
| 107008 -          | 2000 YM112             | 30 de desembre, 2000 | Socorro              | LINEAR                             |
| 107009 -          | 2000 YA113             | 30 de desembre, 2000 | Socorro              | LINEAR                             |
| 107010 -          | 2000 YD113             | 30 de desembre, 2000 | Socorro              | LINEAR                             |
| 107011 -          | 2000 YQ113             | 30 de desembre, 2000 | Socorro              | LINEAR                             |
| 107012 -          | 2000 YS113             | 30 de desembre, 2000 | Socorro              | LINEAR                             |
| 107013 -          | 2000 YG114             | 30 de desembre, 2000 | Socorro              | LINEAR                             |
| 107014 -          | 2000 YJ114             | 30 de desembre, 2000 | Socorro              | LINEAR                             |
| 107015 -          | 2000 YQ114             | 30 de desembre, 2000 | Socorro              | LINEAR                             |
| 107016 -          | 2000 YK115             | 30 de desembre, 2000 | Socorro              | LINEAR                             |
| 107017 -          | 2000 YQ115             | 30 de desembre, 2000 | Socorro              | LINEAR                             |
| 107018 -          | 2000 YW115             | 30 de desembre, 2000 | Socorro              | LINEAR                             |
| 107019 -          | 2000 YF116             | 30 de desembre, 2000 | Socorro              | LINEAR                             |
| 107020 -          | 2000 YJ116             | 30 de desembre, 2000 | Socorro              | LINEAR                             |
| 107021 -          | 2000 YK116             | 30 de desembre, 2000 | Socorro              | LINEAR                             |
| 107022 -          | 2000 YL116             | 30 de desembre, 2000 | Socorro              | LINEAR                             |
| 107023 -          | 2000 YV116             | 30 de desembre, 2000 | Socorro              | LINEAR                             |
| 107024 -          | 2000 YR117             | 30 de desembre, 2000 | Socorro              | LINEAR                             |
| 107025 -          | 2000 YB118             | 30 de desembre, 2000 | Socorro              | LINEAR                             |
| 107026 -          | 2000 YQ118             | 28 de desembre, 2000 | Socorro              | LINEAR                             |
| 107027 -          | 2000 YK119             | 29 de desembre, 2000 | Anderson Mesa        | LONEOS                             |
| 107028 -          | 2000 YH121             | 21 de desembre, 2000 | Socorro              | LINEAR                             |
| 107029 -          | 2000 YL121             | 22 de desembre, 2000 | Socorro              | LINEAR                             |
| 107030 -          | 2000 YR121             | 22 de desembre, 2000 | Anderson Mesa        | LONEOS                             |
| 107031 -          | 2000 YL123             | 28 de desembre, 2000 | Kitt Peak            | Spacewatch                         |
| 107032 -          | 2000 YB124             | 29 de desembre, 2000 | Anderson Mesa        | LONEOS                             |
| 107033 -          | 2000 YD124             | 29 de desembre, 2000 | Anderson Mesa        | LONEOS                             |
| 107034 -          | 2000 YH126             | 29 de desembre, 2000 | Anderson Mesa        | LONEOS                             |
| 107035 -          | 2000 YS126             | 29 de desembre, 2000 | Anderson Mesa        | LONEOS                             |
| 107036 -          | 2000 YW126             | 29 de desembre, 2000 | Anderson Mesa        | LONEOS                             |
| 107037 -          | 2000 YY126             | 29 de desembre, 2000 | Anderson Mesa        | LONEOS                             |
| 107038 -          | 2000 YO127             | 29 de desembre, 2000 | Haleakala            | NEAT                               |
| 107039 -          | 2000 YR127             | 29 de desembre, 2000 | Haleakala            | NEAT                               |
| 107040 -          | 2000 YN128             | 29 de desembre, 2000 | Haleakala            | NEAT                               |
| 107041 -          | 2000 YR128             | 29 de desembre, 2000 | Haleakala            | NEAT                               |
| 107042 -          | 2000 YD129             | 29 de desembre, 2000 | Haleakala            | NEAT                               |
| 107043 -          | 2000 YE129             | 29 de desembre, 2000 | Haleakala            | NEAT                               |
| 107044 -          | 2000 YP131             | 30 de desembre, 2000 | Socorro              | LINEAR                             |
| 107045 -          | 2000 YS133             | 31 de desembre, 2000 | Kitt Peak            | Spacewatch                         |
| 107046 -          | 2000 YF136             | 22 de desembre, 2000 | Kitt Peak            | Spacewatch                         |
| 107047 -          | 2000 YL138             | 26 de desembre, 2000 | Kitt Peak            | Spacewatch                         |
| 107048 -          | 2000 YR138             | 26 de desembre, 2000 | Kitt Peak            | Spacewatch                         |
| 107049 -          | 2000 YZ139             | 31 de desembre, 2000 | Anderson Mesa        | LONEOS                             |
| 107050 -          | 2000 YM142             | 28 de desembre, 2000 | Socorro              | LINEAR                             |
| 107051 -          | 2001 AD                | 1 de gener, 2001     | Kitt Peak            | Spacewatch                         |
| 107052 Aquincum   | 2001 AQ                | 1 de gener, 2001     | Piszkéstető          | Piszkéstető, K. Sárneczky, L. Kiss |
| 107053 -          | 2001 AZ1               | 3 de gener, 2001     | Desert Beaver        | W. K. Y. Yeung                     |
| 107054 Daniela    | 2001 AB2               | 1 de gener, 2001     | Ondřejov             | P. Kušnirák                        |
| 107055 -          | 2001 AC3               | 3 de gener, 2001     | Kitt Peak            | Spacewatch                         |
| 107056 -          | 2001 AC4               | 2 de gener, 2001     | Socorro              | LINEAR                             |
| 107057 -          | 2001 AW4               | 2 de gener, 2001     | Socorro              | LINEAR                             |
| 107058 -          | 2001 AW6               | 2 de gener, 2001     | Socorro              | LINEAR                             |
| 107059 -          | 2001 AK8               | 2 de gener, 2001     | Socorro              | LINEAR                             |
| 107060 -          | 2001 AB9               | 2 de gener, 2001     | Socorro              | LINEAR                             |
| 107061 -          | 2001 AR9               | 2 de gener, 2001     | Socorro              | LINEAR                             |
| 107062 -          | 2001 AP10              | 2 de gener, 2001     | Socorro              | LINEAR                             |
| 107063 -          | 2001 AD11              | 2 de gener, 2001     | Socorro              | LINEAR                             |
| 107064 -          | 2001 AH12              | 2 de gener, 2001     | Socorro              | LINEAR                             |
| 107065 -          | 2001 AB13              | 2 de gener, 2001     | Socorro              | LINEAR                             |
| 107066 -          | 2001 AC13              | 2 de gener, 2001     | Socorro              | LINEAR                             |
| 107067 -          | 2001 AE15              | 2 de gener, 2001     | Socorro              | LINEAR                             |
| 107068 -          | 2001 AP15              | 2 de gener, 2001     | Socorro              | LINEAR                             |
| 107069 -          | 2001 AU15              | 2 de gener, 2001     | Socorro              | LINEAR                             |
| 107070 -          | 2001 AH16              | 2 de gener, 2001     | Socorro              | LINEAR                             |
| 107071 -          | 2001 AJ17              | 2 de gener, 2001     | Socorro              | LINEAR                             |
| 107072 -          | 2001 AL18              | 2 de gener, 2001     | Socorro              | LINEAR                             |
| 107073 -          | 2001 AZ18              | 4 de gener, 2001     | Haleakala            | NEAT                               |
| 107074 Ansonsylva | 2001 AJ19              | 4 de gener, 2001     | Haleakala            | NEAT                               |
| 107075 -          | 2001 AW20              | 3 de gener, 2001     | Socorro              | LINEAR                             |
| 107076 -          | 2001 AM21              | 3 de gener, 2001     | Socorro              | LINEAR                             |
| 107077 -          | 2001 AO21              | 3 de gener, 2001     | Socorro              | LINEAR                             |
| 107078 -          | 2001 AF23              | 3 de gener, 2001     | Socorro              | LINEAR                             |
| 107079 -          | 2001 AR23              | 3 de gener, 2001     | Socorro              | LINEAR                             |
| 107080 -          | 2001 AY23              | 2 de gener, 2001     | Socorro              | LINEAR                             |
| 107081 -          | 2001 AC24              | 3 de gener, 2001     | Socorro              | LINEAR                             |
| 107082 -          | 2001 AK24              | 4 de gener, 2001     | Socorro              | LINEAR                             |
| 107083 -          | 2001 AP24              | 4 de gener, 2001     | Socorro              | LINEAR                             |
| 107084 -          | 2001 AQ24              | 4 de gener, 2001     | Socorro              | LINEAR                             |
| 107085 -          | 2001 AT24              | 4 de gener, 2001     | Socorro              | LINEAR                             |
| 107086 -          | 2001 AE25              | 4 de gener, 2001     | Socorro              | LINEAR                             |
| 107087 -          | 2001 AK25              | 4 de gener, 2001     | Socorro              | LINEAR                             |
| 107088 -          | 2001 AQ25              | 5 de gener, 2001     | Socorro              | LINEAR                             |
| 107089 -          | 2001 AA28              | 5 de gener, 2001     | Socorro              | LINEAR                             |
| 107090 -          | 2001 AG28              | 5 de gener, 2001     | Socorro              | LINEAR                             |
| 107091 -          | 2001 AW28              | 4 de gener, 2001     | Socorro              | LINEAR                             |
| 107092 -          | 2001 AD29              | 4 de gener, 2001     | Socorro              | LINEAR                             |
| 107093 -          | 2001 AG29              | 4 de gener, 2001     | Socorro              | LINEAR                             |
| 107094 -          | 2001 AL29              | 4 de gener, 2001     | Socorro              | LINEAR                             |
| 107095 -          | 2001 AA30              | 4 de gener, 2001     | Socorro              | LINEAR                             |
| 107096 -          | 2001 AC30              | 4 de gener, 2001     | Socorro              | LINEAR                             |
| 107097 -          | 2001 AJ30              | 4 de gener, 2001     | Socorro              | LINEAR                             |
| 107098 -          | 2001 AE31              | 4 de gener, 2001     | Socorro              | LINEAR                             |
| 107099 -          | 2001 AU31              | 4 de gener, 2001     | Socorro              | LINEAR                             |
| 107100 -          | 2001 AY31              | 4 de gener, 2001     | Socorro              | LINEAR                             |